# Eurypon spinularia
Eurypon spinularia är en svampdjursart som först beskrevs av James Scott Bowerbank 1875.  Eurypon spinularia ingår i släktet Eurypon och familjen Raspailiidae. Inga underarter finns listade i Catalogue of Life.